# Philippe Curbelié
Philippe Curbelié (ur. 13 sierpnia 1968 w Neuilly-sur-Seine) – francuski duchowny rzymskokatolicki, podsekretarz Dykasterii Nauki Wiary od 2022, biskup tytularny Utica.

## Życiorys
30 kwietnia 1995 otrzymał święcenia prezbiteratu i został inkardynowany do archidiecezji Tuluzy. Był m.in. ojcem duchownym tuluskich seminariów oraz wykładowcą i dziekanem wydziału teologicznego miejscowego Instytutu Katolickiego. W 2012 rozpoczął pracę w watykańskiej Kongregacji Nauki Wiary, a w 2014 został w niej dyrektorem biura.
6 lipca 2022 papież Franciszek mianował go podsekretarzem Dykasterii Nauki Wiary. 
29 lipca 2024 ten sam papież mianował go biskupem tytularnym Utica, podnosząc go do godności arcybiskupa. Sakrę otrzymał 28 września 2024 w bazylice św. Piotra w Rzymie. Udzielił mu jej prefekt Dykasterii Nauki Wiary – kardynał Victor Manuel Fernández.  